# Girocompàs

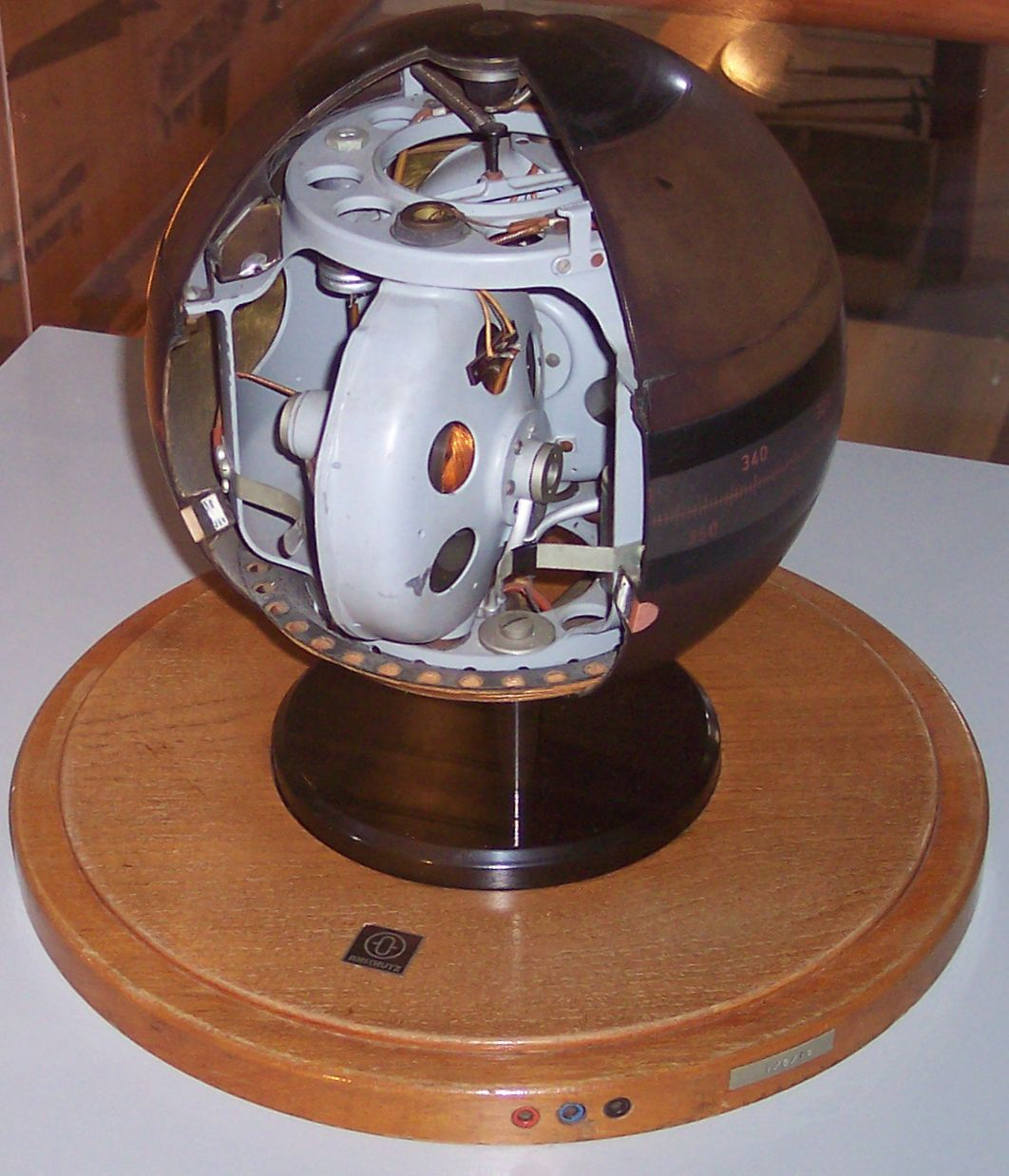
Secció del girocompàs Anschütz

El girocompàs, o brúixola giroscòpica, és un instrument de navegació que indica el nord real independentment del camp magnètic terrestre. Està format per un giroscopi l'eix de rotació del qual es manté horitzontal. La precessió induïda per la rotació de la Terra alinea llavors l'eix de rotació del giroscopi amb l'eix dels pols. Es triguen entre dues i quatre hores per a l'alineació (temps d'establiment).
Es va popularitzar com a instrument de navegació a la primeria del segle xx, perquè  la brúixola no funcionava bé en vaixells d'acer. Presenten una desviació sistemàtica en funció de la direcció i la velocitat del moviment. Com a resultat, el girocompàs s'utilitza principalment en vaixells de baixa velocitat.

## Història

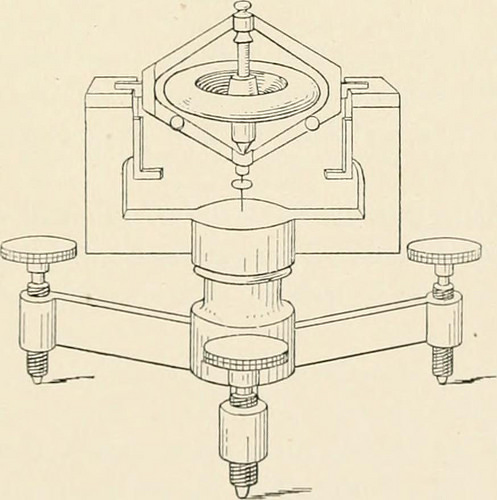
Barogiroscopi de Gilbert (esbós present p. 160 del llibre A treatise on gyrostatics and rotational motion (1918) d'Andrew Gray.

Ernest Lamarle (1806–1875), professor de la Universitat de Gant, va declarar el principi del giroscopi poc abans de Foucault. Va ser Léon Foucault que va utilitzar per primera vegada un giroscopi, el 1852, per demostrar la rotació de la Terra, mantenint el giroscopi una orientació fixa en relació al marc de referència estel·lar. D'aquesta experiència el giroscopi pren el seu nom: l'instrument permet veure (-scopi)  la rotació (gir-) de la Terra.
| « | L'experiència [de Foucault] té una forma que potser és més decisiva. En comptes de deixar a l'eix del tor aquesta completa llibertat d'orientació, fixem els anells A i B entre si, de manera que només es pugui moure en un pla horitzontal: la tendència dels eixos de rotació al paral·lelisme produirà el seu efecte. L'eix del torus es desplaçarà cap al pla del meridià, oscil·larà d'un costat a l'altre durant un cert temps i, finalment, s'aturarà allà, sent el punt mirant al nord aquell des del qual es veuria la rotació del torus realitzant-se des de dreta a esquerra. Al contrari, deixem els ganivets lliures, i mantenim l'anell B perpendicular al pla del meridià: l'eix del tor només pot oscil·lar en aquest pla, després d'unes quantes oscil·lacions, es fixarà en la direcció paral·lela a la eix del món, i l'equilibri només es produirà, aquesta vegada de nou, quan les rotacions de la Terra i del toro estiguin en la mateixa direcció. Així, aquest admirable instrument, en proporcionar senyals sensibles de la rotació de la terra, pot servir fins i tot, en absència de visió del cel, per determinar la direcció del meridià i la latitud del lloc on es produeix l'operació.» | » |

Aquest experiment, extremadament delicat perquè el giroscopi ha d'estar acuradament equilibrat, dona lloc a moltes investigacions, especialment en el camp de la navegació marítima. Es van fer diversos intents d'utilitzar un giroscopi en lloc d'una brúixola magnètica, abans d'arribar a la forma moderna del giroscopi. El 1880, William Thomson (Lord Kelvin) va intentar proposar un «girostat» a la Marina Britànica. El 1889, Arthur Krebs va adaptar un motor elèctric a un giroscopi marí Dumoulin-Froment, destinat a la marina francesa. Això va permetre al submarí Gymnote navegar en línia recta durant diverses hores sota l'aigua, la qual cosa li va permetre forçar un bloqueig naval simulat el 1890 pels cuirassats de la flota davant de la costa de Toulon.
Continuant amb aquest treball, Louis-Philippe Gilbert va inventar el barogiroscopi l'any 1882, un instrument que demostra la rotació de la Terra, més senzill i fàcil de manejar que el pèndol i el giroscopi de Foucault. En aquest muntatge, l'eix del giroscopi tendeix a tornar a ser vertical mitjançant un contrapès, que permet oscil·lacions quan el giroscopi està estacionari. Quan es posa en marxa el giroscopi, el fenomen del pèndol giroscòpic provoca una desviació positiva o negativa d'aquest eix, que només s'anul·la quan el pla d'oscil·lació és perpendicular al meridià. La idea d'un retorn de contrapès és la base dels girocompàs.

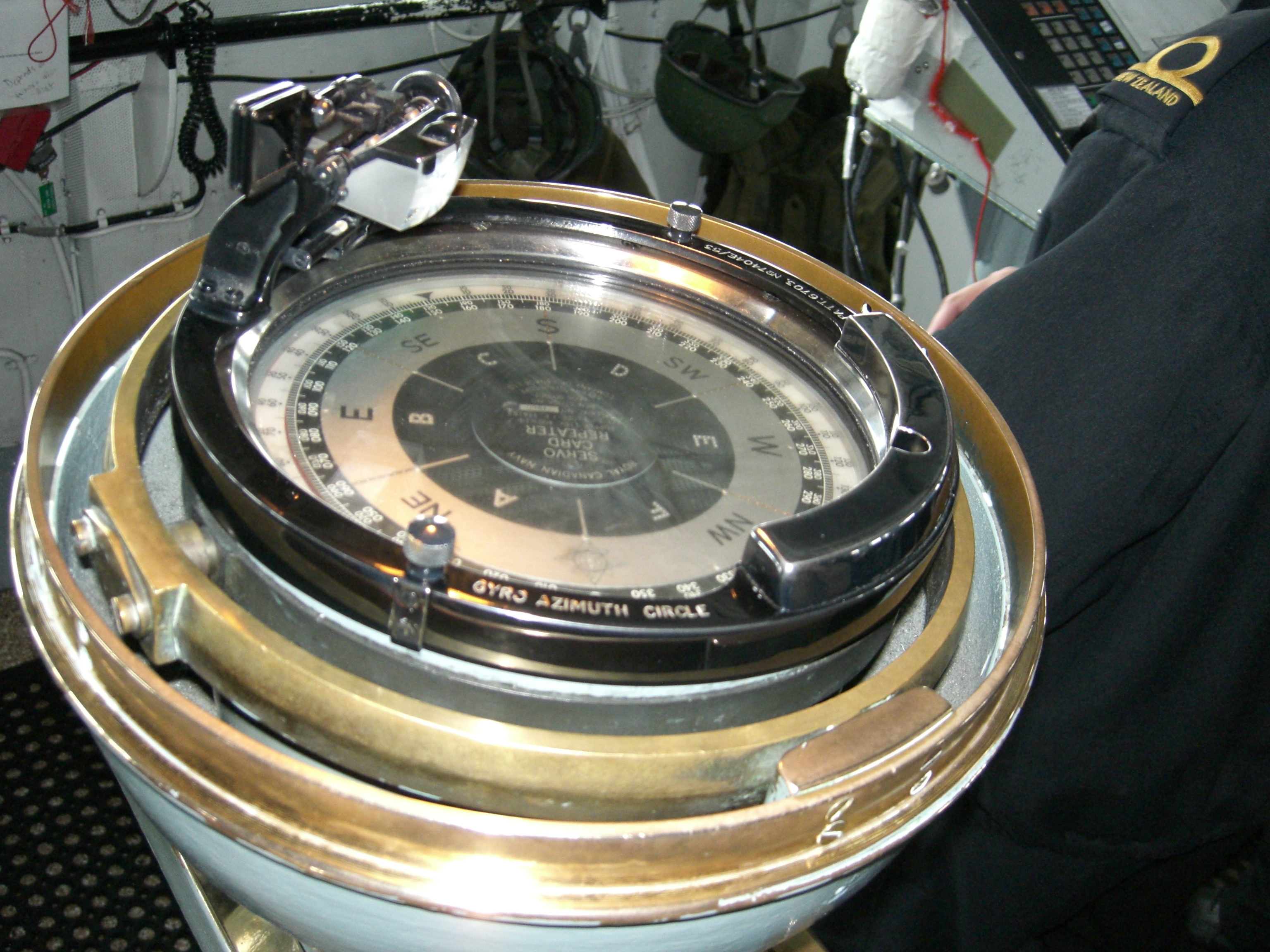
Repetidor de girocompàs al pont de l'HMCS Algonquin.

Una primera forma de girocompàs, encara incòmode, va ser patentada el 1885 per l'holandès Marinus G. van den Bos. El primer model utilitzable per a la navegació va ser desenvolupat l'any 1906, a Alemanya, per Hermann Anschütz-Kaempfe (patent DRP núm. 182855 del 27 mars 1904 ) que volia arribar al pol Nord en submarí. Aleshores, Anschütz-Kaempfe va fundar l'empresa Anschütz & Co. a Kiel per a la producció massiva de girocompàs; avui l'empresa es diu Raytheon Anschütz GmbH.
El mateix tipus d'instrument també va ser patentat als Estats Units el 1908 per Elmer Ambrose Sperry (patent n 1.242.065 de 1908) que va fundar la Sperry Gyroscope Company el 1910. Aquest tipus de girocompàs va ser adoptat per la Marina dels EUA des de 1911 i va tenir un paper important a la Primera Guerra Mundial.
L'exemple més famós és la sortida en plena boira dels dos creuers de batalla de l'almirall Sturdee, HMS Inflexible i HMS Invincible, que ha d'arribar a les Illes Malvines el més aviat possible, una escala estratègica de reabastecimiento de combustible a l'Atlàntic Sud, amenaçada per l'esquadra alemanya de Maximilian von Spee. Aquest últim acaba d'aniquilar l'esquadra anglesa de l'almirall Craddock durant la batalla de Coronel, davant de la costa de Xile. Les brúixoles magnètiques desajustades per les siderúrgiques recents estan inoperants i una boira tossuda regna al Solent, l'entrada que separa la base naval de Portsmouth de l'illa de Wight. Elmer Sperry és a Portsmouth per proposar el seu girocompàs a l'almirallat britànic. Va ser rebutjat inicialment pels responsables anglesos, que van canviar d'opinió a última hora (ja anava al tren cap a Londres ) i van instal·lar precipitadament el seu sistema a bord del vaixell insígnia. La sortida a alta mar es va produir sense incidents i els dos vaixells de guerra, navegant a tot vapor, van arribar a les Illes Malvines unes hores abans que l'esquadra alemanya, causant una destrucció gairebé completa el 8 de desembre de 1914 durant la batalla de les Malvines. Sperry, aterrat per la llanxa del pilot a la sortida dels passos, va concloure aleshores un avantatjós contracte que li faria fortuna.
Posteriorment Sperry va desafiar la patent d'Anschütz. Amb aquest propòsit, Albert Einstein va ser nomenat al tribunal de patents per dur a terme una pericia. Anschütz guanya el cas.
El girocompàs és un invent important per a la navegació marítima, perquè permet determinar amb un petit error (+/-1°) el veritable rumb d'un vaixell en qualsevol moment, independentment del seu moviment, les condicions meteorològiques i la quantitat d'acer de la construcció. Durant el període d'entreguerres, la majoria de les marines del món van equipar els seus vaixells amb brúixoles de tipus Anschütz, excepte la marina britànica que va romandre fidel durant molt de temps a les brúixoles inventades 40 anys abans per Lord Kelvin. Després d'una primera prova concloent a l' USS Delaware, els vaixells de la Marina ' estan equipats amb ells.

## Principi de funcionament

Diagrama esquemàtic : giroscopi amb un grau de llibertat.

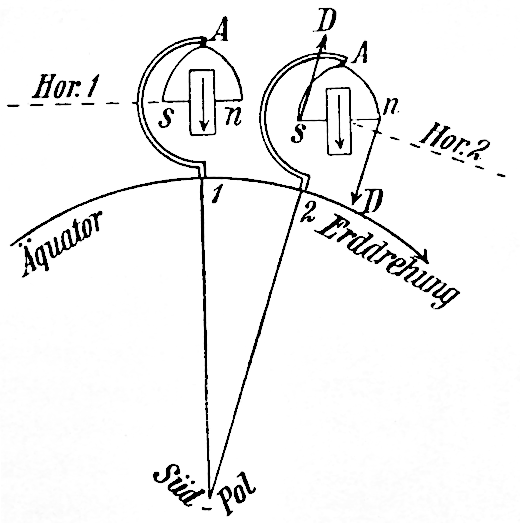
Funcionament d'un girocompàs a l'equador (vista des del pol).

Es munta un giroscopi lliure perquè el seu eix pugui orientar-se en qualsevol direcció. A causa de la llei de conservació del moment angular, una roda en aquesta situació mantindrà l'orientació original. Com que la Terra gira, si l'eix de rotació de la roda no és l'eix de rotació de la Terra, sembla que l'eix del giroscopi gira una vegada cada 24 hores a un observador estacionari a la Terra. Tanmateix, un giroscopi que gira d'aquesta manera no es pot utilitzar en la navegació. L'ingredient addicional crucial necessari és un mecanisme que aplica un parell quan l'eix del giroscopi no apunta cap al nord.
Un mètode possible és utilitzar la fricció per aplicar el parell necessari : per tant, el giroscopi no és totalment lliure de reorientar-se. Si, per exemple, un dispositiu connectat a la vareta està immers en un fluid viscós, aquest fluid resistirà la reorientació de la vareta. Aquest moment generat per la fricció provocada pel fluid és paral·lel a l'eix de rotació de la Terra. Tindrà efecte zero en el sentit de gir del giroscopi, només el component ortogonal a aquesta rotació (i en el pla comú de les dues rotacions) dona lloc a un parell que actua sobre l'eix, fent-lo girar en el pla comú cap a la geogràfica. nord (l'estrella polar). Un cop l'eix apunta al nord, semblarà estacionari i no experimentarà forces de fricció. De fet, el nord veritable és l'única direcció per a la qual el giroscopi pot romandre a la superfície terrestre sense ser obligat a canviar. Es considera un punt d'energia potencial mínima.
En el diagrama oposat, el principi de funcionament és essencialment el mateix : mentre que el giroscopi tendiria a romandre fix en relació als estels, el moviment del seu suport terrestre desequilibra la tensió dels dos fils i provoca un moment fent-lo girar cap al pla meridià. Un altre mètode més pràctic és utilitzar pesos per forçar l'eix del giroscopi a romandre horitzontal a la superfície de la Terra, alhora que li permet girar lliurement en aquest pla. En aquest cas, la gravetat aplicarà un parell, forçant l'eix del giroscopi a mirar cap al nord. Com que els pesos limitaran l'eix a l'horitzontal respecte a la superfície de la Terra, mai podrà alinear-se amb l'eix del planeta (excepte a l'equador) i s'haurà d'alinear quan la Terra giri. Però quan es tracta de la superfície de la Terra, el giroscopi semblarà estacionari i apuntant al costat de la superfície de la Terra cap al pol nord geogràfic.
El diagrama de la figura 2, vist des del pol sud, mostra un giroscopi que es mou al llarg de l'equador. Inicialment, el seu eix de rotació sn és paral·lel a la superfície terrestre. Segons la conservació del moment angular, l'eix manté la direcció fins i tot quan es mou a la segona posició indicada. Però a causa de la suspensió especial, el giroscopi només pot girar lliurement verticalment. La força de la gravetat tendeix a inclinar l'eix al llarg de les fletxes marcades amb D. El parell que genera inclina l'eix de rotació fora del pla del dibuix i fa que el giroscopi es mogui cap endavant. En amortir el moviment de rotació al voltant del punt A, el giroscopi s'acaba aturant quan el parell esdevé zero, és a dir, quan l'eix del giroscopi apunta en direcció nord-sud.
Aquest efecte és màxim a l'equador i varia en {\displaystyle \cos(\lambda )} segons la latitud. A prop dels pols, el girocompàs ja no pot funcionar perquè l'eix de rotació de la Terra és gairebé vertical, i el parell projectat sobre el pla horitzontal es torna molt feble. Aquests problemes van portar al desenvolupament de brúixoles de tres rotors.

## Desviacions del girocompàs

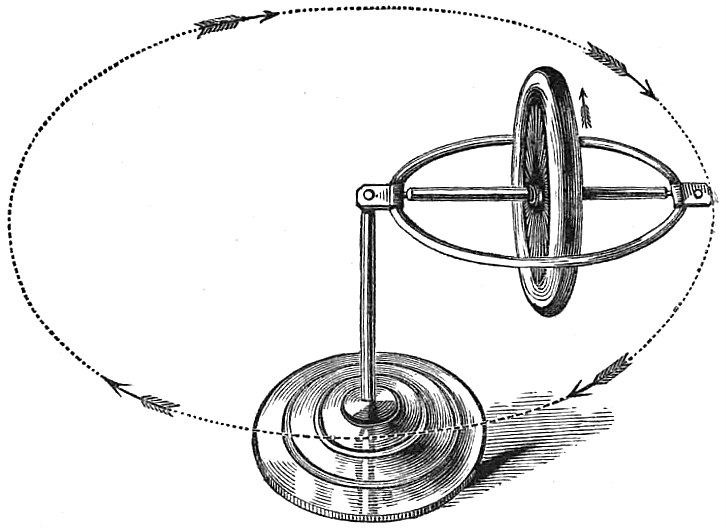
En el moviment de precessió d'un giroscopi desequilibrat sota l'acció de la gravetat, la desviació de l'eix respecte a l'horitzontal es manté constant.

La precessió del girocompàs prové del fet que l'eix de rotació del giroscopi, inicialment horitzontal quan es va llançar el dispositiu, es va desviar de l'horitzontal arran de la rotació de la Terra, induint un parell restaurador (acceleració angular) proporcional a la desviació. Però el giroscopi tendeix a mantenir la seva desviació horitzontal en aquesta precessió, i en primer ordre, aquesta desviació horitzontal augmenta proporcionalment al temps (amb la rotació de la Terra) i al sinus de l'angle entre l'eix i el pla meridià. Quan finalment el girocompàs s'alinea amb el meridià, aquesta diferència passa per un màxim ; Per tant, el parell de restauració també és màxim en aquest punt, i continua fent girar el girocompàs més enllà del seu punt d'equilibri, la desviació horitzontal es redueix gradualment. Qualitativament, la representació d'aquest moviment en l'espai de fases mostra que és periòdic si no està esmorteït. Les oscil·lacions lentes que es generen depenen de la construcció del dispositiu, i solen ser de l'ordre d'una hora (84,4 minuts, vegeu més avall). Per tant, és essencial amortir aquest règim d'oscil·lació. Si la taxa d'amortiment s'ajusta per donar a les oscil·lacions un règim crític, el temps d'amortiment és aproximadament de l'ordre del període per a petites desviacions.
A més d'aquestes oscil·lacions, l'alineació del girocompàs s'ha de sotmetre a dues correccions, una per la latitud del vaixell, i l'altra purament geomètrica per la velocitat.
La primera correcció, funció de la latitud {\displaystyle \lambda }, prové del fet que el pla meridià segueix la rotació {\displaystyle {\vec {\Omega }}} des de la Terra cal fer girar l'eix del giroscopi per mantenir-lo en aquest pla (excepte prop de l'equador). En el seu pla de rotació, el giroscopi veu un component proporcional a {\displaystyle \Omega .\sin(\lambda )}, que ha de seguir mantenint una desviació horitzontal proporcional, que per tant correspon a una desviació compensatòria (en {\displaystyle 1/cos(\lambda )} ) respecte al pla meridià. En general, aquesta bretxa és, per tant, proporcional a {\displaystyle \tan(\lambda )} ; la relació de proporcionalitat en funció de la força de restauració del contrapès i, per tant, de la construcció del dispositiu. És possible cancel·lar aquesta desviació desplaçant el contrapès per equilibrar el moment necessari per a una latitud determinada, però aquest ajust en si depèn de la latitud.
D'altra banda, com que el funcionament d'un giroscopi depèn essencialment de la seva rotació a la Terra, no funcionarà correctament en una nau que es mou ràpidament. Els moviments del giroscopi al llarg d'un meridià (projectat a {\displaystyle V.\sin(\alpha )}) provoquen una desviació geomètrica, perquè la combinació d'aquest moviment i el induït per la rotació de la Terra (in {\displaystyle R\omega .\cos(\lambda )} ) és una nova rotació l'eix de la qual no coincideix necessàriament amb l'eix de rotació de la Terra. El giroscopi ja no apunta exactament cap al nord, sinó en la direcció que resulta de la combinació de les dues rotacions, en funció de la latitud (cos) de la superfície terrestre i de la velocitat amb què es mou el giroscopi. D'aquí una segona correcció de la forma {\displaystyle V.\sin(\alpha )/(R\omega .\cos(\lambda ))}. Una velocitat al llarg del meridià de 20 km/h provoca una desviació de només 0,5°. A 150 km/h, aquesta desviació augmenta fins a 5°.
Una tercera font teòrica de desviació balística prové dels canvis de velocitat o direcció del vaixell. Aquests canvis corresponen a una acceleració, que indueix una desviació horitzontal del giroscopi, i la força de restauració tendeix llavors a fer-lo desviar del pla meridià. Aquest efecte es compensa donant al girocompàs un període significatiu d'oscil·lació. El 1923, Max Schuler va publicar un article que mostrava que si un girocompàs verificava el " Acord de Schuler » en tenir un període d'oscil·lació de 84,4 minuts (que és el període orbital d'un satèl·lit teòric que orbita la Terra al nivell del mar), es podria fer insensible als moviments laterals i mantenir l'estabilitat direccional. En aquesta construcció, la desviació angular induïda per una acceleració balística correspon a la diferència de desviació geomètrica entre els dos règims de marxa i, per tant, la correcció geomètrica aplicable al nou règim de marxa es pot aplicar immediatament

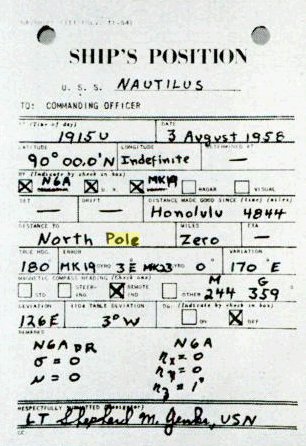

## Primera navegació submarina al pol Nord
El submarí de la Marina dels Estats Units USS Nautilus (SSN-571) va creuar al pol Nord el 3 d'agost de 1958, i el 17 de març de 1959, el USS Skate (SSN-578) va emergir en el Pol, convertint-se en el primer vaixell militar en fer-ho.
La navegació sota la capa de gel fou difícil. A latituds superiors a 85 graus N, les brúixoles convencionals i els girocompassos típics esdevenien imprecisos. La firma Sperry Rand va construir un girocompàs especial que fou instal·lat al submarí (USS Nautilus) poc abans de salpar. La singladura fou narrada en el llibre «Nautilus 90 degrees North». L’obra explica el mètode de navegació emprat i alguns detalls del girocompàs.